# 데드 스노우 2
데드 스노우 2(Død Snø 2, Dead Snow 2: Red vs Dead)는 아이슬란드에서 제작된 토미 위르콜라 감독의 2014년 액션, 코미디, 공포 영화이다. 마틴 스타 등이 주연으로 출연하였다.

## 출연

### 주연
- 마틴 스타
- 데릭 미어스
- 잉그리드 해스
- 베가 호엘
- 스티그 프로드 헨릭슨
- 조슬린 디보어